# Acura RSX
L'Acura RSX est un coupé sportif du constructeur automobile japonais Acura.

## Présentation
L'Acura RSX n'est autre que la version destinée au marché canadien et américain de la Honda Integra Type R (DC5), qui elle n'est vendue qu'en Australie et au Japon. Acura étant la marque luxe de Honda sur le marché nord-américain, la RSX est moins sportive que l'Integra dans sa présentation et ses performances. En effet, la clientèle ciblée par Acura est plus attirée par le confort que par une sportivité exaltée.

## Caractéristiques techniques
La RSX dispose d'un moteur de 201 ch à 7 800 tr/min pour la Type S et 155 ch à 6 500 tr/min pour la version de base et la Premium. Elle n'est pas dotée du contrôle de traction et de stabilité. Le passage des trous dans la route est pour sa part mal amorti, cela étant dû à la suspension sport. L'Integra est dotée d'un châssis moins confortable mais plus efficace, ainsi que d'une motorisation plus performante.
Son tableau de bord est doté de cadrans blancs renforçant la sportivité de l'ensemble.

## Finitions
- RSX
- RSX Premium
- RSX type S (équipements de série : roues en alliage de 17 pouces(sur les 2005 et plus seulement), sièges en cuir, système audio avec chargeur à six CD)

## Ventes
| Année | Ventes USA | Diff.   | Ventes Canada  | Diff.   | Ventes Amérique du Nord | Diff.   |
| ----- | ---------- | ------- | -------------- | ------- | ----------------------- | ------- |
| 2001  | 16 401     |         | NC             |         | 16 401                  |         |
| 2002  | 30 117     | +83,6 % | 5 907          |         | 35 114                  |         |
| 2003  | 24 292     | -19,3 % | 5 024          | -14,9 % | 29 316                  | -16,5 % |
| 2004  | 21 940     | -9,7 %  | 3 342          | -33,5 % | 25 282                  | -13,8 % |
| 2005  | 20 809     | -5,2 %  | 2 886          | -13,6 % | 23 695                  | -6,3 %  |
| 2006  | 16 996     | -18,3 % | 1 755          | -39,2 % | 18 751                  | -20,9 % |
| 2007  | 296        | -98,3 % | NC             |         | 296                     |         |
| 2008  | 180        | -99,7 % | NC             |         | 180                     |         |
| Total | 130 852    |         | 18 914 (5 ans) |         | 149 766                 |         |